# Skicross
Skicross utvecklades i USA under 1990-talet och är en inriktning inom freestyleskidåkning. Den härstammar från snowboardens boardercross där 4 personer startar samtidigt och åker ner i en bana med doserade kurvor och diverse hopp (mycket likt en motocrossbana fast på snö).
En skicrosstävling börjar med ett tidskval där skidåkaren är ensam i banan. Resultatet i tidskvalet avgör om åkaren får delta i finalen. I FIS-freestyle world cup deltar 32 herrar och numera också 32 damer i finalen. Skicross finns som världscupgren inom freestyle och som världsmästerskap. VM 2017 vann svensken Victor Öhling Norberg och svenskan Sandra Näslund. Den 28 november 2006 beslutade Internationella olympiska kommittén att skicross skulle bli OS-gren.

### Fotnoter
1. ↑  ”Skicross blir OS-gren i Vancouver 2010”. Sveriges Radio. 28 november 2006. http://sverigesradio.se/sida/artikel.aspx?programid=179&artikel=1062719. Läst 10 mars 2012.